# When Was the Last Time
| Оценки критиков | Оценки критиков |
| Источник        | Оценка          |
| --------------- | --------------- |
| AllMusic        | [ 1 ]           |

When Was the Last Time — седьмой студийный альбом американского кантри-певца и автора-исполнителя Дариуса Ракера (певца из группы Hootie & The Blowfish), изданный 20 октября 2017 года на студии Capitol Nashville. Альбом был продан тиражом более 77000 копий в США.

## История
Альбом вышел 20 октября 2017 года на студии Capitol Nashville.
В записи «Straight to Hell» участвовали кантри-музыканты такие как Jason Aldean, Luke Bryan и Charles Kelley.
«If I Told You» вышел в качестве лид-сингла 5 июля 2016 года. Он достиг позиции № 1 в кантри-чарте Billboard Country Airplay в дату с 24 июля 2017 года, став первым чарттоппером певца за несколько лет, впервые после хита «Wagon Wheel» (2013). Второй сингл «For the First Time» вышел почти через год в дату 24 июля 2017 года.
Альбом получил положительные и умеренные отзывы музыкальных критиков и интернет-изданий: Allmusic.
Альбом Дариуса Ракера дебютировал на позиции № 2 в кантри-чарте Top Country Albums. Он также дебютировал на позиции № 8 в Billboard 200 (став там пятым в десятке лучших top-10) с тиражом 34,000 копий в США (или 34 тыс. с учётом треков и стриминга). Во вторую неделю к тиражу добавились ещё 9,300 копий. К январю 2017 года тираж альбома достиг 77,700 копий в США.

## Список композиций
| №   | Название                                                                                         | Автор(ы)                                       | Длительность |
| --- | ------------------------------------------------------------------------------------------------ | ---------------------------------------------- | ------------ |
| 1.  | «For the First Time»                                                                             | Rucker, Derek George, Scooter Carusoe          | 3:17         |
| 2.  | «Bring It On»                                                                                    | Ross Copperman, Dallas Davidson, Ashley Gorley | 3:13         |
| 3.  | «Life's Too Short»                                                                               | Copperman, Jaren Johnston, Jon Nite            | 3:35         |
| 4.  | «If I Told You»                                                                                  | Shane McAnally, Copperman, Nite                | 3:32         |
| 5.  | «Don't»                                                                                          | A.J. Babcock, Adam Doleac, Pete Good           | 3:54         |
| 6.  | «Twenty Something»                                                                               | McAnally, Nite, Zach Crowell, Josh Osborne     | 3:10         |
| 7.  | «Straight to Hell» (при участии Jason Aldean, Luke Bryan, and Charles Kelley)                    | Kevin Kinney                                   | 4:13         |
| 8.  | «Count the Beers»                                                                                | Rucker, Dean Dillon, Josh Thompson             | 3:27         |
| 9.  | «Another Night with You»                                                                         | Rucker, Dillon, Thompson                       | 2:59         |
| 10. | «Hands on Me»                                                                                    | Copperman, McAnally, J.T. Harding              | 3:43         |
| 11. | «She»                                                                                            | Rodney Clawson, Chris Tompkins                 | 4:53         |
| 12. | «Story to Tell»                                                                                  | Rucker, Copperman, Gorley                      | 3:17         |
| 13. | «Straight to Hell (Full Length Version)» (при участии Jason Aldean, Luke Bryan и Charles Kelley) | Kinney                                         | 5:45         |

## Чарты
| Чарт (2017)                        | Высшая позиция |
| ---------------------------------- | -------------- |
| Австралия (ARIA)                   | 29             |
| Канада (Canadian Albums Chart)     | 42             |
| США (Billboard 200)                | 8              |
| США (Billboard Top Country Albums) | 2              |